# Friedrich Buxbaum

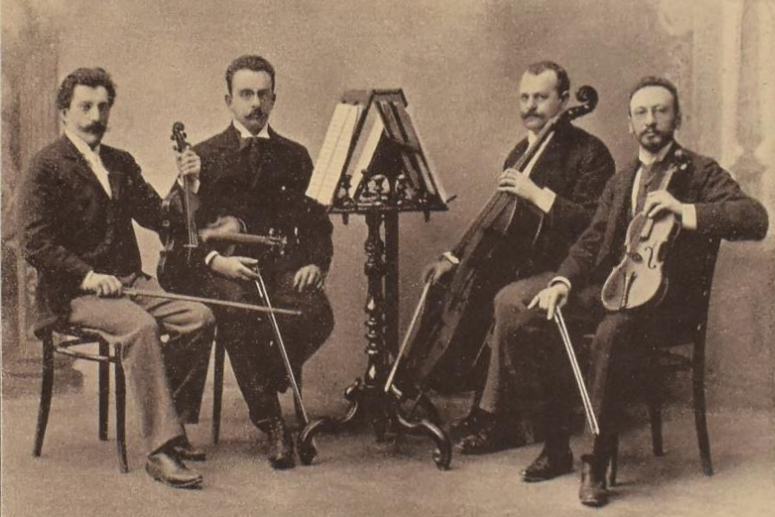
Buxbaum als Cellist des Fitzner-Quartett

Friedrich Siegfried Buxbaum (23. September 1869 in Wien – 2. Oktober 1948 in London) war ein österreichischer Cellist und Komponist. Er war langjähriges Mitglied des Wiener Staatsopernorchesters, der Wiener Philharmoniker und des Rosé-Quartetts. 1938 mussten er und seine Familie emigrieren, er starb im Exil.

## Leben und Werk
Friedrich Buxbaum stammte aus einer jüdischen Familie. Sein Vater war Max Buxbaum, ein Kaufmann, der aus Böhmen zugezogen war, seine Mutter war Rosa, geborene Wilharditz. Von 1883 bis 1887 besuchte er das Konservatorium der Gesellschaft der Musikfreunde in Wien, zu seinen Lehrern dort zählte Ferdinand Hellmesberger. Er bekam eine Stelle als Solocellist im Symphonieorchester von Glasgow, kehrte jedoch bald wieder nach Wien zurück. 1893 wurde er Erster Cellist an  der Wiener Hofoper, Am 1. Oktober 1900 wurde er in derselben Funktion in den Verein der Wiener Philharmoniker aufgenommen. Beide Positionen bekleidete er bis zu seiner Entlassung im März 1938.
Buxbaum war neben seiner Orchestertätigkeit auch stets solistisch tätig und war ein gefragter Kammermusiker. Er spielte mehr als fünfzig Jahre lang in Streichquartett-Ensembles. 1894 zählte er – gemeinsam mit Rudolf Fitzner (Geige), Jaroslav Czerny (2. Geige) und Otto Zert (Bratsche) – zu den Gründungsmitgliedern des Fitzner-Quartetts. Der Klangkörper erlangte rasch Anerkennung, Buxbaum gehörte dem Klangkörper bis ins Jahr 1900 an. In diesem Jahr wechselte er in das Rosé-Quartett, gegründet und geleitet von Arnold Rosé. Dieses Quartett widmete sich überwiegend der Wiener Klassik (Haydn, Mozart, Beethoven und Schubert), brachte aber auch einige Werke zeitgenössischer Komponisten zur Uraufführung, beispielsweise Arnold Schönbergs Verklärte Nacht am 18. März 1902 im Kleinen Musikvereins-Saal in Wien. Buxbaum war mit dem Komponisten Alexander von Zemlinsky befreundet, das Rosé-Quartett spielte auch Werke von Hans Gál, Franz Ippisch, Erich Wolfgang Korngold, Anton Webern und anderen. Den Höhepunkt seiner Wirkung erreichte das Quartett zwischen 1905 und 1920, als es in stabiler Zusammensetzung – Rosé, Fischer, Ruzitska, Buxbaum – musizierte. 1921 schied Buxbaum aus dem Klangkörper aus. Sein Nachfolger war Anton Walter. Buxbaum gründete seine eigene Formation, das Buxbaum-Quartett mit Ernst Morawec, Robert Pollack und Max Starkmann. Buxbaum kehrte jedoch später zum Rosé-Quartett zurück und war beispielsweise 1935 und 1936 an den Kammermusikkonzerten bei den Salzburger Festspielen beteiligt.
Buxbaum unterrichtete am Konservatorium der Gesellschaft der Musikfreunde Wien und an der Wiener Musikakademie. Zu seinen Schülern in Wien zählten Carl Bamberger und Senta Benesch.
Am 30. Juni 1901 heiratete er im Wiener Stadttempel Katharina Schostal, am 17. August 1902 wurde Sohn Erich in Wien geboren. 1903 konvertierte die Familie zum Katholizismus, die Taufen fanden am 24. Februar 1903 in St. Stephan statt. Seine Mutter starb 1917, sein Vater 1919. Unmittelbar nach der Annexion Österreichs, noch im März 1938, wurde er nach vier Jahrzehnten aus dem Orchester der Wiener Staatsoper entlassen und aus dem Verein der Wiener Philharmoniker ausgeschlossen:

„Die nichtarischen Mitglieder des Solopersonals werden bis zum Einlangen höherer Weisungen im Spielplan nicht beschäftigt (...) Die notwendigen Außerdienststellungen wurden im Wege der Beurlaubung verfügt und betreffen (...)“

Im September desselben Jahres emigrierte Friedrich Buxbaum mit seiner Frau und seinem Sohn nach Großbritannien und wurde zunächst Erster Cellist des Glasgower Symphonie-Orchesters. Die Familie geriet in Geldnöte, die aufgrund einer Initiative von Alma Rosé behoben wurden – die Neugründung des Rosé-Quartetts in London, mit dessen Gründer und Leiter Arnold Rosé und mit Buxbaum. Alma Rosé selbst bekam keine Arbeitsbewilligung, ging nach Den Haag, wurde später von den Nationalsozialisten gefasst und nach Auschwitz deportiert. Dort leitete sie das Mädchenorchester von Auschwitz. Sie verlor 1944 ihr Leben.
Das englische Rosé-Quartett bekam Ende 1939 sein erstes Engagement und spielte regelmäßig in der National Gallery und in der Wigmore Hall. 1945 gab das Quartett in London sein letztes Konzert, im Jahr darauf starb Arnold Rosé. Buxbaum war im Exil auch solistisch tätig und musizierte unter anderem mit der Pianistin Charlotte Eisler, auch sie war aus dem Herrschaftsbereich der Nationalsozialisten geflüchtet. 1946 wurde ihm mit dem Ausdruck des Bedauerns die Rückkehr zu den Wiener Philharmoniker angeboten, wozu es jedoch nicht mehr kam. Als die Wiener Philharmoniker im September 1947 in London gastierten, begrüßte er seine früheren Kollegen mit ironischen Worten:

„Liebe Freunde, ich bin so glücklich, dass ich wieder bei euch sein darf.
Ich hab‘ euch stimmen hören. Es klang wunderbar rein. Ganz judenrein.“

Als Zeichen der Versöhnung verliehen ihm die Philharmoniker die Nicolai-Medaille. Ein Jahr später starb Buxbaum 79-jährig im Exil.

## Auszeichnung
- 1947 Silberne Nicolai-Medaille der Wiener Philharmoniker

## Gedenken

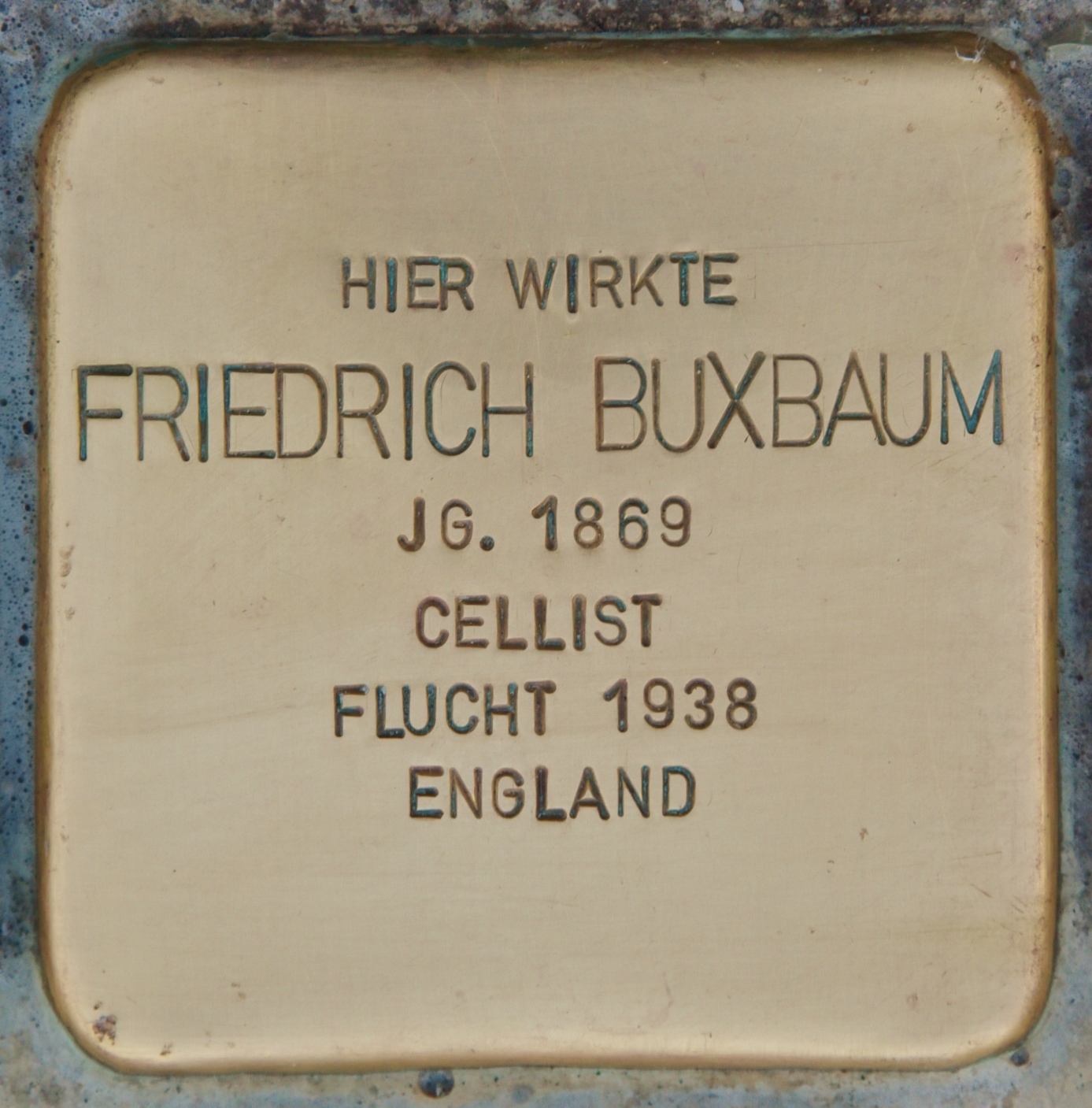
Stolperstein vor den Salzburger Festspielhäusern

Am 17. August 2020 wurden für ihn, Paul Fischer, Alma und Arnold Rosé sowie für Julius Stwertka vor dem Haus für Mozart in Salzburg Stolpersteine verlegt.